# Đèo Côn Lôn
Ải Côn Lôn hay Côn Lôn quan (giản thể: 昆仑关; phồn thể: 崑崙關; bính âm: Kūnlúnguān) là một cửa ải nằm cách Nam Ninh, Quảng Tây, Cộng hòa Nhân dân Trung Hoa 59 km về phía đông bắc, cách trung tâm huyện Tân Dương 30,5 km về phía tây nam, là ranh giới giữa hai huyện Tân Dương và Ung Ninh. Tương truyền Úy Đồ Tuy (尉屠睢) của nhà Tần đã thành lập sau khi chinh phục Lĩnh Nam. Năm Nguyên Hòa thứ 11 thời Đường Hiến Tông (816) nhà Đường đã cho xây ải bằng đá, gọi là Nam Hùng quan (南雄关). Nhà Tống đã đổi tên thành Côn Lôn quan. Trên đèo có khắc ba chữ lớn Côn Lôn quan. Năm 1926 thì có tuyến đường mở qua đây.
Trong cuộc Chiến tranh Trung-Nhật, đây là nơi diễn ra cuộc chiến tranh giành quyền kiểm soát giữa Nhật Bản và Trung Quốc trong Trận chiến Côn Lôn quan.

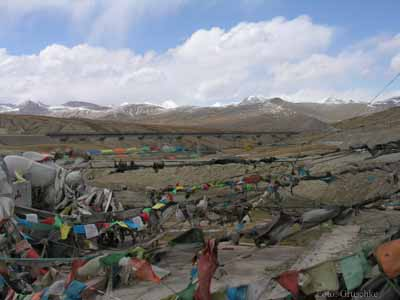
Côn Luân quan